# Västra Spöland
Västra Spöland is een plaats in de gemeente Vännäs in het landschap Västerbotten en de provincie Västerbottens län in Zweden. De plaats heeft 141 inwoners (2005) en een oppervlakte van 30 hectare. De plaats ligt aan de rivier de Vindelälven en wordt door deze rivier gescheiden van de plaats Östra Spöland er is echter geen directe brugverbinding tussen beide plaatsen.